# Justin Möbius
Justin Möbius (Berlim, 21 de abril de 1997) é um futebolista profissional alemão que atua como meia.

## Carreira
Justin Möbius começou a carreira no Vfl Wolfsburg.